# Чиряев, Гавриил Иосифович
Гавриил Иосифович Чиряев (4 апреля 1925, с. Кыаданда, I-й Чочунский наслег, Вилюйский район, Якутская АССР, РСФСР, СССР  — 9 мая 1982, Якутск, Якутская АССР, РСФСР, СССР) — советский партийный и государственный деятель. Первый секретарь Якутского обкома КПСС (1965—1982).

## Биография
Член ВКП(б) с 1944 г. В 1949 г. (будучи на военной службе) окончил Вечерний университет марксизма-ленинизма при Политическом управлении Забайкальского военного округа, в 1953 г. Якутский педагогический институт (заочно). Кандидат экономических наук.
- 1942—1943 гг. (1 год) — учитель Вилюйской средней школы,
- 1943—1950 гг. (7 лет) — на военной службе,
- 1951—1953 гг. (2 года) — начальник управления кадров Министерства просвещения Якутской АССР,
- 1953—1955 гг. (2 года) — инструктор отдела школ Якутского областного комитета КПСС,
- 1955—1958 гг. — 2-й секретарь Верхневилюйского районного комитета КПСС,
- 1958—1959 гг. — заместитель заведующего отделом пропаганды и агитации Якутского областного комитета КПСС,
- 1959—1961 гг. — заведующий отделом науки и школ Якутского областного комитета КПСС,
- 1961—1965 гг. — секретарь Якутского областного комитета КПСС,
- 1963—1965 гг. — заведующий идеологическим отделом Якутского областного комитета КПСС.

С 1965 г. — 1-й секретарь Якутского областного комитета КПСС. На этом посту осуществил ускоренную крупномасштабную индустриализацию экономики республики, организовал работу по формированию Южно-Якутского, Западно-Якутского и Центрально-Якутского территориально-производственных комплексов. Приоритетным направлением развития республики считал повышение эффективности геологоразведки. Благодаря этому были выявлены и подготовлены к промышленному освоению, помимо алмазных и золотоносных месторождений, запасы угля, нефти, природного газа, олова, сурьмы, железной руды, апатитов, вольфрама, редкоземельных металлов, драгоценных и полудрагоценных камней. Геологическое управление Якутии в тот период было самым крупным в ССР. В сжатые сроки был построен современный город Нерюнгри, введена в действие железнодорожная линия Тында — Беркакит — Угольная. В городе Мирном была сдана в эксплуатацию самая крупная обогатительная фабрика № 3, возведены посёлки Айхал и Удачный. С пуском в эксплуатацию 1-й и 2-й очередей Вилюйской ГЭС была решена задача устойчивого энергоснабжения предприятий алмазодобывающей промышленности и группы вилюйских районов. Был проложен газопровод Таас — Тумус — Мастах и, тем самым, было осуществлено устойчивое обеспечение газом столицы республики — города Якутска и центральных районов, началась газификация сельской местности.
В период с 1965 по 1980 годы включительно промышленно-производственные фонды республики возросли в 8 раз, в том числе в электроэнергетике — в 13, в топливной промышленности — в 23, по промышленным строительным материалам — в 7, в лёгкой промышленности — в 6 раз. Объём производства промышленной продукции в республике в этот период в целом возрос в 3 раза. Производительность труда в промышленности выросла в 2,2 раза, увеличились прибыли промышленных предприятий и строительных организаций.
Кандидат в члены ЦК КПСС (1966—1971). Член ЦК КПСС с 1971 г. Депутат Верховного Совета СССР[где?] 7—10 созывов[откуда?].

## Награды и звания
- Награждён орденами Ленина, Октябрьской Революции, двумя орденами Трудового Красного Знамени и многими медалями.
- Почётный гражданин Вилюйского улуса[1].

## Память
- В селе Кыаданда открыт дом-музей[2].
- Имя Г. И. Чиряева присвоено Вилюйской средне-образовательной школе № 1.
- Городской парк им. Чиряева (г. Нерюнгри).
- улица Чиряева (г. Якутск).
- Аэропорт Нерюнгри имени Г. И. Чиряева[3]